# Luiminkajoki (vattendrag, lat 65,72, long 26,67)
Luiminkajoki är ett vattendrag i Finland.   Det ligger i landskapet Lappland, i den centrala delen av landet, 600 km norr om huvudstaden Helsingfors.